# 朴井圭
朴 井圭（パク・チョンギュ、朝鮮語: 박정규、1905年 - 没年不詳）は、大韓民国の政治家。第2代韓国国会議員。

## 経歴
慶尚南道咸陽郡出身。早稲田大学専門部法律学科卒。日本統治時代には長年農業に従事したほか、水産業などでも活動した。解放後は大韓独立促成国民会咸陽郡栢田面支部長を務め、共和倶楽部を経て自由党所属の第2代国会議員在職中は農林分科委員、居昌事件調査委員を務めた。